# Tratado de Prüm
El Tratado de Prüm (855) fue un tratado medieval que estableció la división del imperio de Lotario I entre sus tres hijos herederos. Lleva el nombre de la pequeña ciudad, famosa en aquella época por su abadía, hoy en el Land alemán de Renania-Palatinado, en cuyas proximidades se firmó.
La heredad de Lotario I era el territorio de la Francia Media (Francie médiane), que se extendía desde el centro de Italia al sur hasta Frisia al norte. La Francia Media fue fruto a su vez de otra división anterior del Imperio carolingio de Ludovico Pío en tres partes después del Tratado de Verdún (843).
En 855 en Prüm (probablemente en el castillo de Schüller), Lotario I, sintiéndose enfermo, dividió su imperio entre sus hijos:
- El mayor, Luis II el Joven, hereda la corona imperial y la parte sur del imperio más allá de los Alpes, el Reino de Italia (constituido por el norte de la península).
- El mediano, Lotario II recibe la parte norte del imperio, situada entre Frisia, los Vosgos y la Borgoña Transjurana (entre la Holanda y la Lorena actual —lo que se llamó desde entonces la Lotaringia— y el espacio comprendido entre el valle del Saona, las Jura, la Suiza occidental de habla francesa y el Valle de Aosta italiano).
- El menor, Carlos, se queda con el Provenza y la Borgoña Cisjurana (territorios situados entre el valle del Ródano y los Alpes hasta el lago Lemán).

Lotario I después del reparto de sus dominios, se retiró de la vida pública y se hizo monje de la misma abadía de Prüm, donde murió algunos días más tarde.
A la muerte del menor de los tres hermanos, Carlos de Provenza en 863, su reino fue a su vez repartido entre sus dos hermanos mayores: Lotario II y Luis II.
En 870, después de la muerte de Lotario II, fue firmado el Tratado de Mersen, que consagró la división de la Lotaringia entre los dos hermanos de Lotario I: Carlos el Calvo y Luis el Germánico.